# Huangjinxiazhen (ort i Kina, Shaanxi, lat 33,19, long 107,85)
Huangjinxiazhen är en ort i Kina. Den ligger i provinsen Shaanxi, i den nordvästra delen av landet, omkring 150 kilometer sydväst om provinshuvudstaden Xi'an. Antalet invånare är 9 788. Befolkningen består av 4 629 kvinnor och 5 159 män. Barn under 15 år utgör 17,0 %, vuxna 15-64 år 70 %, och äldre över 65 år 11,0 %.
Runt Huangjinxiazhen är det ganska tätbefolkat, med 96 invånare per kvadratkilometer. Närmaste större samhälle är Huaishuguanzhen, 14,2 km nordväst om Huangjinxiazhen. I omgivningarna runt Huangjinxiazhen växer i huvudsak blandskog.
Genomsnittlig årsnederbörd är 1 052 millimeter. Den regnigaste månaden är juli, med i genomsnitt 222 mm nederbörd, och den torraste är december, med 2 mm nederbörd.